# Global Supply Systems
Global Supply Systems war eine britische Frachtfluggesellschaft mit Sitz und Basis auf dem Flughafen London-Stansted. 

## Geschichte
Global Supply Systems wurde 2001 gegründet, bevor sie am 29. Juni 2002 mit einer von Atlas Air geleasten Boeing 747-400F  den Betrieb aufnahm. Sie erhielt von der Civil Aviation Authority eine Typ-A-Lizenz, die sie dazu berechtigt, Passagiere, Fracht und Postsendungen mit Maschinen von mehr als 20 Sitzplätzen durchzuführen. Die zweite Boeing 747 kam im Oktober 2002, die dritte schließlich im August 2003 hinzu. Von Anfang an führte Global Supply Systems nur reine Leasing-Flüge unter dem ACMI-Prinzip durch; es werden demnach das Flugzeug, die Besatzung, Wartung und Versicherung bereitgestellt. Der erste Kunde war British Airways, die bis April 2014 Flüge in den Nahen Osten, nach Indien, Europa und die USA durchführen ließ. Der erste durchgeführte Flug führte von London-Stansted über Frankfurt am Main nach Hongkong.
Im Herbst 2011 war Global Supply Systems einer der weltweit ersten Betreiber der neuen Boeing 747-8F, die durch Atlas Air bestellt wurden.
Am 22. Januar 2014 gab British Airways bekannt, dass der Leasingvertrag mit GSS vorzeitig zum April 2014 gekündigt wird und alle drei Vollfrachter zurückgegeben werden. British Airways zahlte dafür an GSS eine nicht genannte Geldsumme. An wen die Flugzeuge danach verleast werden, ist nicht bekannt.
Das Unternehmen befand sich mehrheitlich im britischen Besitz (51 %), Atlas Air war ein Minderheitsaktionär mit 49 %.

## Flugziele
Global Supply Systems führte ausschließlich im Wet-Lease für British Airways unter der Marke British Airways World Cargo internationale Frachtflüge durch.

## Flotte
Mit Stand November 2013 bestand die Flotte der Global Supply Systems aus drei Flugzeugen:
- 3 Boeing 747-8F (betrieben für British Airways)